# Народно читалище „Пробуда – 1903“
 Тази статия е за читалището в село Тотлебен.  За читалището в село Стойките вижте Народно читалище „Пробуда – 1903“ (Стойките).  
Народно читалище „Пробуда – 1903“ е читалище в село Тотлебен, област Плевен.
На 16 февруари 1903 г. 19 жители на селото основават читалището. За председател е избран учителят Иван Танчев. В ръководството са избрани Григор Бояджиев – подпредседател, Върби Георгиев – деловодител, Иван Лишков – библиотекар.
Старата сграда на читалището е построена върху дарена земя в съседство с училището. Построена с доброволен труд и дарения. Създадени са театрална трупа и самодейни хорове. През 1932 г. министърът на народното просвещение Константин Муравиев посещава село Тотлебен и се запознава с успехите на училището и читалището. През 1940 г. гостуват поетесите Калина Малина и Елисавета Багряна, които четат свои стихове в салона на читалището.
Сегашната сграда на читалището се изгражда и открива през 1958 г. През 1962 г. Плевенския драматичен театър поставя пиеса на Николай Хайтов, на която присъства и самият автор. През 60-70-те години в салона на читалището гостуват многократно със свои постановки Плевенския драматичен театър, и много самодейни театрални, певчески и други състави от страната.
Още със създаването на читалището е създадена и библиотеката. В края на 80-те години фондът ѝ наброява над 10 000 тома.